# Myrmecophilus gracilipes
Myrmecophilus gracilipes är en insektsart som beskrevs av Lucien Chopard 1924. Myrmecophilus gracilipes ingår i släktet Myrmecophilus och familjen Myrmecophilidae. Inga underarter finns listade i Catalogue of Life.